# Jacqueline Rau
Pour les articles homonymes, voir Rau.
Jacqueline Rau, née le 6 décembre 1901 à Strasbourg et morte le 26 juin 1994 dans la même ville, est une photographe française, qui doit principalement sa notoriété à ses nus sculpturaux modelés à la lumière artificielle.

## Biographie

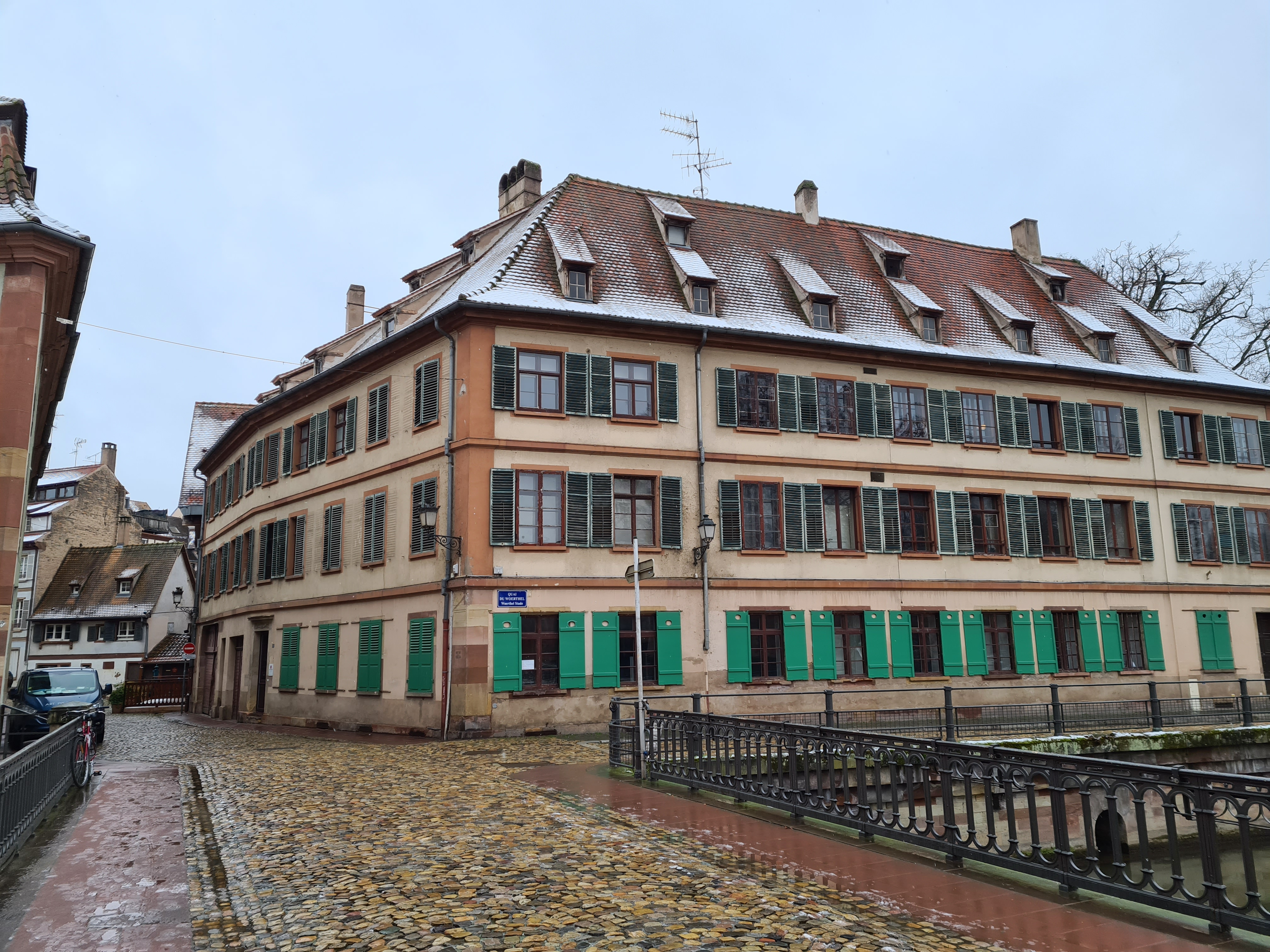
Maison familiale à l'angle de la rue des Moulins et du quai du Woerthel.

La mère de Jacqueline Rau, Eugénie May-Rau, est issue de la famille May qui compte plusieurs générations de meuniers. Elle épouse Rodolphe Rau, ingénieur et directeur des usines Quiri, spécialisées dans les machines à froid, les futures glacières de Strasbourg. Le couple n'a qu'un enfant, Jacqueline.
La famille vécut dans une maison à l'angle du no 12 de la rue des Moulins et du no 1, quai du Woerthel, dans le quartier des Ponts couverts. Cette demeure date de 1817 comme en témoigne le millésime figurant sur le linteau de la porte d'entrée, qui porte également les initiales du propriétaire, G. M. pour Gaspard May, acquéreur du moulin Dinsenmühle et commanditaire de cette maison.
Alors que sa mère est elle-même photographe autodidacte, Jacqueline Rau commence, dès l'adolescence, à photographier ses amies d'école et de pensionnat. Sa passion se confirme et, en 1930, elle est la première femme à s'inscrire au Photo-club de Strasbourg. Elle s'y familiarise avec une approche pictorialiste, dont témoignent ses paysages, mais également ses portraits et ses nus, auxquels elle doit sa notoriété. Son travail révèle l'influence de la Nouvelle Objectivité (Neue Sachlichkeit)
En 1931 elle participe à sa première exposition à Strasbourg, puis commence à être présente dans la plupart des salons photographiques européens.
Elle renonce à la photographie en 1948 lorsqu'elle s'aperçoit qu'elle ne peut plus se procurer les films dont elle a besoin pour l'appareil Kodak qu'elle utilise depuis 1917.
En 1992 elle fait don de l'ensemble de son œuvre aux Musées de la Ville de Strasbourg.